# Resolució 126 del Consell de Seguretat de les Nacions Unides
La Resolució 126 del Consell de Seguretat de les Nacions Unides, aprovada el 2 de desembre de 1957, va ser l'última de les tres resolucions aprovades durant 1957 per tractar la disputa entre els governs de l'Índia i Pakistan sobre els territoris de Jammu i Caixmir. Va seguir un informe sobre la situació de Gunnar Jarring, representant de Suècia que el consell havia demanat a Resolució 123. Demana que els governs de l'Índia i el Pakistan s'abstinguin d'agreujar la situació i indiqui al Representant de les Nacions Unides per a l'Índia i el Pakistan visitar el subcontinent i informar al consell amb l'acció recomanada per a un major progrés.
La resolució va ser aprovada per deu vots contra un, amb l'abstenció de la Unió Soviètica.